# Kamieniołom w Januszowicach Drugi

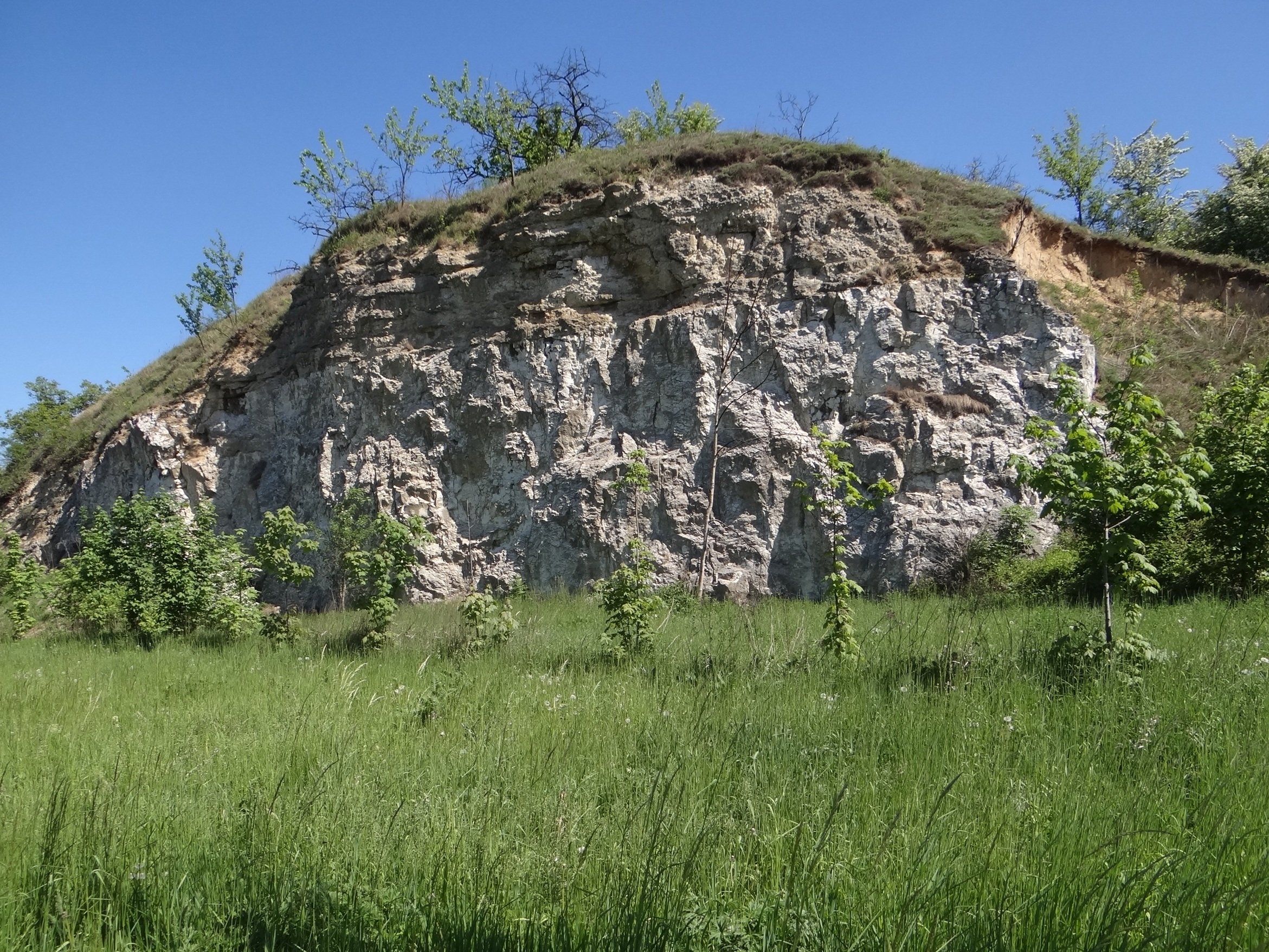
Kamieniołom w Januszowicach

Kamieniołom w Januszowicach Drugi – nieczynny kamieniołom w miejscowości Januszowice w województwie małopolskim, w powiecie krakowskim, w gminie Zielonki. Znajduje się przy drodze wojewódzkiej nr 794, zaraz przy granicy Januszowic z Trojanowicami.
Jest to pionowa ściana o długości około 60 m i wysokości ponad 10 m. Reprezentuje pełny profil turonu w okolicach Krakowa z sekwencjami warstw zawierających szczątki ówczesnej fauny. Można na nich dostrzec powierzchnie abrazyjne, uskoki i lessowe profile ze szczątkami mięczaków. Zbudowany jest z pochodzących z górnej jury wapieni uławicowanych z krzemieniami i przykryty dwumetrową warstwą turońskich wapieni piaszczystych. Występują w nich nieliczne skamieniałości. Jest także warstwa zielonych margli glaukonitowych o miąższości około 60 cm, w górnej części przechodząca w szare margle z dolnego kampanu. W dolnej, południowej części kamieniołomu występują wapniste mułki z niewielką zawartością margli kredowych. W tej części występują bardzo liczne skamieniałości muszli ślimaków pochodzących z pleniglacjału ostatniego zlodowacenia.
W Januszowicach są jeszcze dwa inne, również nieczynne kamieniołomy, wszystkie po wschodniej stronie drogi nr 794; Kamieniołom w Januszowicach Pierwszy znajduje się 180 m dalej na północ, Skała w Januszowicach 480 m dalej od Kamieniołomu w Januszowicach Drugiego.